# Condado de Martin (Minnesota)
El condado de Martin (en inglés, Martin County) es un condado del estado de Minnesota, Estados Unidos. Tiene una población estimada, a mediados de 2021, de 19 915 habitantes.
Según el censo de 2020, en ese momento tenía una población de 20 025 habitantes.
La sede del condado es Fairmont.

## Geografía
Según la Oficina del Censo, el condado tiene una superficie total de 1890 km², de la que 1845 km² son tierra y 45 km² son agua.

### Condados adyacentes
- Condado de Watonwan - norte
- Condado de Blue Earth - noreste
- Condado de Faribault - este
- Condado de Kossuth, Iowa - sureste
- Condado de Emmet, Iowa - suroeste
- Condado de Jackson - oeste

### Principales carreteras y autopistas
- Interestatal 90
- Carretera estatal 4
- Carretera estatal 15
- Carretera estatal 263

## Demografía
Según el censo del 2000, los ingresos medios de los habitantes del condado eran de $34,810 y los ingresos medios de las familias eran de $44,541. Los hombres tenían ingresos anuales por $30,467 frente a los $21,780 que percibían las mujeres. Los ingresos per cápita eran de $18,529. Alrededor de un 10.50% de la población estaba bajo el umbral de pobreza nacional.
De acuerdo con la estimación 2016-2020 de la Oficina del Censo, los ingresos medios de los habitantes del condado son de $53,851 y los ingresos medios de las familias son de $71,626. Los ingresos per cápita en los últimos doce meses, medidos en dólares de 2020, son de $31,505. Alrededor de un 12.9% de la población está bajo el umbral de pobreza nacional. 

## Ciudades y pueblos
- Ceylon
- Dunnell
- Fairmont
- Granada
- Northrop
- Ormsby
- Sherburn
- Trimont
- Truman
- Welcome

### Municipios
| - Municipio de Cedar - Municipio de Center Creek - Municipio de East Chain - Municipio de Elm Creek - Municipio de Fairmont - Municipio de Fox Lake - Municipio de Fraser - Municipio de Galena - Municipio de Jay - Municipio de Lake Belt | - Municipio de Lake Fremont - Municipio de Manyaska - Municipio de Nashville - Municipio de Pleasant Prairie - Municipio de Rolling Green - Municipio de Rutland - Municipio de Silver Lake - Municipio de Tenhassen - Municipio de Waverly - Municipio de Westford |

### Ciudades fantasma
- Imogene